# Певзнер, Гиллель
Гиллель Певзнер (ивр. הלל פבזנר‎, 1922, Минск — 3 октября 2008, Франция) — посек Хабада, на протяжении более 55 лет был лидером хасидов Хабада во Франции. Он также занимал должность старшего судьи (ав-бет-дин) в Любавичском комитете во Франции. Он основал первую еврейскую талмудическую школу в Париже после окончания Второй мировой войны.

## Ранние годы
Певзнер родился в Минске в советское время, на территории современной Беларуси. Он был старшим сыном раввина Авраама Баруха Певзнера и его жены Альте. Его отец был духовным лидером движения Хабад Хайдим в Минске. Его мать была сестрой Альтера Хилевича и дочерью Менахема Менделя Хилевича, раввина в городе Зембин и зятя раввина Авраама Сегала-Ландау, потомка Цви Ашкенази.
В 1930 году его отец был арестован советскими властями за отказ прекратить пропаганду религии и выслан из города на два года. Его семья переехала в дом его бабушки и дедушки по материнской линии в Сновске, а после окончания его наказания они переехали в Харьков, где его отец продолжал исповедовать иудаизм и был членом хасидского подполья. В 1939 году его отца снова арестовали за участие в «антисоветском клерикальном подполье» и приговорили к пяти годам ссылки в Кызылорде, где он и умер.

## Изучение Торы и странствия
В то же время Певзнер учился в Томхей Тмимим, а большую часть своей юности он посвятил изучению Торы в подпольных хабадских ешивах. Из-за репрессий против организованной религии со стороны советской власти ученикам часто приходилось ездить из города в город, чтобы посещать занятия. Он начал учиться в Бердичеве у своего брата Шалома Дов Бера, который позже погиб во время Холокоста. Затем он поехал в Житомир, а после этого — в Воронеж. Во время Второй мировой войны он вместе со многими членами Хабада бежал в Самарканд.
В конце войны он попал в Бенсхайм, а затем в лагерь для перемещённых лиц в Поккинге. Во время своего пребывания в Германии он учился в ешиве, открытой раввином Авраамом Элияху Плоткиным.
Во время учёбы он помогал переправлять евреев-хасидов из Праги и Советского Союза, прежде чем вернуться в Прагу, чтобы продолжить учёбу на постоянной основе. Позже он переехал в Париж, в другую ешиву. Он был рукоположен в сан раввина Плоткиным, Шнеуром Залманом Гареликом и Нахумом Шмарьягу Шонкиным. В 1948 году он женился на Эшке Эйдельман, дочери Слувы и раввина Арье Дова Эйдельмана. Затем он поселился в Брюнуа, где служил машгиахом в Тмимиме.

## Раввинат
В 1953 году, после эмиграции раввина Залмана Шимона Дворкина в Нью-Йорк, Певзнер был назначен раввином хабадской общины во Франции. Он также работал раввином по сертификации Халав Исраэль. 9 лет спустя он стал главным раввином 17-й синагоги в Париже. В 1970-х годах он начал распространять кошерную еду в Бордо и других городах с еврейским населением, а также курировать производство кошерного вина для распространения.
В 1980-х годах, в связи с ростом любавичской общины во Франции, был сформирован раввинат, и Певзнер был назначен ав-бет-дином. Он также наблюдал за миквой в Париже, а после падения железного занавеса отправился в страны СНГ, чтобы построить микве для еврейского населения.
В 2000 году он стал одним из соучредителей Раввинского центра Европы.

## Синайский педагогический институт
В 1965 году Певзнер основал образовательный центр «Синай» с целью предоставления еврейского образования еврейским детям в Париже. Он стал одной из крупнейших еврейских школ в городе и разросся в четыре разных здания, одно из которых после его смерти было названо «Бейс Гиллель». За время своего пребывания на посту директора школьной системы он на протяжении десятилетий руководил тысячами учащихся.
В 1997 году тогдашний президент Франции Жак Ширак наградил его орденом Почётного легиона — высшим французским орденом заслуг.

## Смерть. Семья
Певзнер умер в среду, 3 октября 2008 года, от пневмонии. На его похоронах выступили многие видные раввины, в том числе Давид Моше Либерман, Йозеф Ситрук и Давид Месса. Его сын, Авраам Барух, был назначен его преемником в раввинате. Певзнер был похоронен на еврейском кладбище на Масличной горе в Иерусалиме. Через месяц после его смерти в Синайском институте прошла поминальная церемония с участием его сына.

### Потомки
Среди его потомков:
- Его сын, раввин Авраам Барух Певзнер, раввин Хабада в Париже
- Его сын Менахем Мендель Певзнер, шалиах[англ.] Женевского колледжа[англ.]
- Его сын, раввин Йосеф Ицхак, директор Синайского института в Париже
- Его зять, раввин Йехиэль Менахем Мендель Кальменсон, рош-иешива Тмимим в Брюнуа.
- Его зять, раввин Йехезкель Напарстек, шалиах в Париже.
- Его зять, раввин Хаим Слоним, шалиах в Дижоне.